# Schadensregulierung
Eine Schadensregulierung oder Schadensabwicklung beschreibt den gesamten Ablauf nach einem Schaden, durch den der Schadenersatz gegenüber der geschädigten Person oder Institution geleistet wird. Jeder Schadensfall kann grundsätzlich zwischen den betroffenen Parteien, Schädiger und Geschädigtem, reguliert werden. Oft wird das finanzielle Risiko eines Schadens von Seiten des Schädigers durch eine Assekuranz mit einem Versicherungsvertrag (Police; in Österreich: Polizze) abgedeckt. In manchen Fällen ist das Bestehen einer solchen Versicherung – in der Regel Haftpflichtversicherung – gesetzlich vorgeschrieben. So besteht nach dem Pflichtversicherungsgesetz (PflVG) in Deutschland die Verpflichtung, für ein Kraftfahrzeug im Straßenverkehr eine Haftpflichtversicherung zu unterhalten, die Sach- und Personenschäden, die durch das Kraftfahrzeug verursacht werden, abdeckt. Das Führen eines Kraftfahrzeuges ohne entsprechenden Versicherungsschutz ist ein Straftatbestand.
Bei Vorliegen einer Versicherung mit Abdeckung des Risikos Haftung (Haftpflicht) tritt der Versicherer auf Antrag in Ermittlungen ein. Hierdurch entsteht ein Versicherungsfall. Auf Grundlage der Vertragsbedingungen wird ein Geldbetrag bis zur vereinbarten Deckungshöhe an den Geschädigten gezahlt. Der Versicherungsnehmer (VN) erhält eine Leistung auf Grundlage des Vertragswerkes, der Schadensmeldung/-anzeige und der Beweise. Bei der Abwicklung besteht seitens des VN regelmäßig eine Schadensminderungs- als auch Mitwirkungspflicht. Sieht die Versicherung die Klauseln als nicht erfüllt an, so ist diese leistungsfrei, d. h., sie reguliert keinen Schaden. Ein von dem Versicherungsnehmer begehrtes Regulierungsverbot ist hingegen unwirksam.
Sehr häufig wird auch eine Frist gesetzt, bis wann ein Schadensfall gemeldet sein muss. Dies umfasst einerseits die administrative Arbeit (Verwaltung) als auch die spezielle Sachfragenerörterung wie z. B. aus den Bereichen Medizin, Technik oder Chemie. Hier treten Sachverständige (extern und intern) auf den Plan. Diese erstellen Gutachten auf Kosten des Versicherers, die ggfs. wieder eingeklagt werden können, wenn die Schuldfrage und/oder Haftungsquotierung angezweifelt wird.

## Kfz-Haftpflichtrisiken
In Deutschland sowie in vielen anderen Ländern ist die Schadensregulierung Sache der Kfz-Haftpflichtversicherung, sobald ein Kfz beteiligt ist und diese Versicherung bemüht wird. Dies liegt an der Pflichtversicherung von Kfz-Haltern (Kfz-Haftpflichtversicherung).
Es gibt mehrere Möglichkeiten, wie ein Verkehrsunfall durch die Kfz-Haftpflichtversicherung des Unfallverursachers abgewickelt werden kann. Wenn die Reparaturkosten nicht mehr als 30 % über den Wiederbeschaffungswert liegen, kann auf Reparaturkostenbasis abgerechnet werden. Wenn die Reparaturkosten über dieser Wertgrenze sind, liegt ein eindeutiger Totalschaden vor und es ist dann nur die Differenz zwischen Wiederbeschaffungswert und Restwert zu erstatten.
Neben dem reinen Sachschadensersatz können die Versicherungsleistungen auch Abschleppkosten, Anwaltskosten, Schmerzensgeld, Behandlungskosten, Schutzkleidung von Motorradfahrern, Beerdigungskosten etc. umfassen.